# Wild Man
«Wild Man» (с англ. — «Снежный человек») — первый сингл из десятого студийного альбома 50 Words for Snow британской певицы и композитора Кейт Буш, выпущенный в Великобритании 11 октября 2011 года[a]. Достиг 73-го места в британском хит-параде UK Singles Chart.

## Общие сведения
Полная версия композиции (7:16) была представлена на авторском шоу Кена Брюса The Ken Bruce Show в эфире национальной радиостанции BBC Radio 2 10 октября 2011 года. В тот же день на официальном YouTube-канале Кейт Буш стала доступной для прослушивания сокращённая радиоверсия «Wild Man» (4:16) в формате потокового аудио.
11 октября композиция была выпущена в Великобритании в формате цифрового сингла. 13 октября было объявлено, что сингл не выйдет на физическом носителе.
С 16 по 23 октября песня ежедневно выходила в эфир BBC Radio 2 в статусе «Запись недели» (англ. Record of the Week).

## Отзывы
Критик New Musical Express Прийя Элан (англ. Priya Elan) отозвался на радиопремьеру «Wild Man» восторженной рецензией, заявив: «Для тех из нас, кто втайне ожидал возвращения к бескомпромиссной необычности, умению Буш создавать странные новые миры, „Wild Man“ — огромная радость».
В марте 2021 года экспертная группа британских музыковедов включила песню «Wild Man» в список из 37 классических, народных и современных музыкальных произведений, обязательных для прослушивания детьми младшего школьного возраста (5—11 лет).

## Список композиций
| №  | Название                | Длительность |
| -- | ----------------------- | ------------ |
| 1. | «Wild Man» (Radio Edit) | 4:16         |
| 2. | «Wild Man»              | 7:16         |

1. ↑  Кроме США.

## Участники записи
- Кейт Буш — вокал, бэк-вокал, клавишные
- Энди Фэруэзер Лоу — вокал
- Дэн Макинтош — гитара
- Джон Гиблин[англ.] — бас-гитара
- Стив Гэдд — ударные

## Чарты
| Чарт (2011)      | Высшая позиция |
| ---------------- | -------------- |
| UK Singles Chart | 73             |

## История релиза
| Страна         | Дата            | Формат               | Лейбл         |
| -------------- | --------------- | -------------------- | ------------- |
| Великобритания | 11 октября 2011 | цифровая дистрибуция | Noble & Brite |